# یواس‌اس پوکوموک (اس‌پی-۲۶۵)
یواس‌اس پوکوموک (اس‌پی-۲۶۵) (به انگلیسی: USS Pocomoke (SP-265)) یک کشتی بود که طول آن ۱۱۵ فوت (۳۵ متر) بود. این کشتی در سال ۱۹۰۲ ساخته شد.